# جيمس باتون (سياسي)
جيمس باتون هو سياسي أمريكي، (و. 1780 – 1830 م). انتخب نائب حاكم ميسيسيبي ‏.